# Lijst van Finse ministers van Arbeid

## Lijst van Finse ministers van Arbeid (1970–heden)
| Minister van Arbeid työministeri | Minister van Arbeid työministeri | Minister van Arbeid työministeri | Ambtstermijn              | Ambtstermijn             | Partij(en)                    | Premier(s)                   | Kabinet(en)                   |
| -------------------------------- | -------------------------------- | -------------------------------- | ------------------------- | ------------------------ | ----------------------------- | ---------------------------- | ----------------------------- |
|                                  | Veikko Helle                     | Veikko Helle (1911–2005)         | 1 maart 1970              | 15 mei 1970              | Sociaal- Democratische Partij | Mauno Koivisto (1968–1970)   | Koivisto I                    |
|                                  | Esa Timonen                      | Esa Timonen (1925–2015)          | 15 mei 1970               | 15 juli 1970             | Onafhankelijk                 | Teuvo Aura (1971–1972)       | Aura I                        |
|                                  | Veikko Helle                     | Veikko Helle (1911–2005)         | 15 juli 1970              | 30 oktober 1971          | Sociaal- Democratische Partij | Ahti Karjalainen (1970–1971) | Karjalainen II                |
|                                  | Keijo Liinamaa                   | Keijo Liinamaa (1920–2010)       | 30 oktober 1971           | 22 februari 1972         | Onafhankelijk                 | Teuvo Aura (1971–1972)       | Aura II                       |
|                                  | Veikko Helle                     | Veikko Helle (1911–2005)         | 22 februari 1972          | 4 september 1972         | Sociaal- Democratische Partij | Rafael Paasio (1972)         | Paasio II                     |
|                                  | Valde Nevalainen                 | Valde Nevalainen (1919–1994)     | 4 september 1972          | 13 juni 1975             | Sociaal- Democratische Partij | Kalevi Sorsa (1972–1975)     | Sorsa I                       |
|                                  |                                  | Ilmo Paananen (1927–2014)        | 13 juni 1975              | 30 november 1975         | Onafhankelijk                 | Keijo Liinamaa (1975)        | Liinamaa                      |
|                                  | Paavo Aitio                      | Paavo Aitio (1918–1989)          | 30 november 1975          | 30 september 1976        | Finse Democratische Volksunie | Martti Miettunen (1975–1977) | Miettunen II                  |
|                                  | Paavo Väyrynen                   | Paavo Väyrynen (1946)            | 30 september 1976         | 15 mei 1977              | Centrumpartij                 | Martti Miettunen (1975–1977) | Miettunen III                 |
|                                  | Arvo Aalto                       | Arvo Aalto (1932)                | 15 mei 1977               | 20 maart 1981            | Finse Democratische Volksunie | Kalevi Sorsa (1977–1979)     | Sorsa II                      |
| Mauno Koivisto (1979–1981)       | Arvo Aalto                       | Arvo Aalto (1932)                | 15 mei 1977               | 20 maart 1981            | Finse Democratische Volksunie | Koivisto II                  |                               |
| Mauno Koivisto (1979–1981)       |                                  |                                  | Jouko Kajanoja (1942)     | 20 maart 1981            | 1 januari 1983                | Koivisto II                  | Finse Democratische Volksunie |
| Finse Democratische Volksunie    | Eemil Luukka (1981–1982)         |                                  | Jouko Kajanoja (1942)     | 20 maart 1981            | 1 januari 1983                | Koivisto II                  |                               |
| Finse Democratische Volksunie    | Kalevi Sorsa (1982–1987)         | Sorsa III                        | Jouko Kajanoja (1942)     | 20 maart 1981            | 1 januari 1983                |                              |                               |
|                                  | Kalevi Sorsa (1982–1987)         | Sorsa III                        | Veikko Helle              | Veikko Helle (1911–2005) | 1 januari 1983                | 6 mei 1983                   | Sociaal- Democratische Partij |
|                                  | Kalevi Sorsa (1982–1987)         | Urpo Leppänen                    | Urpo Leppänen (1944–2010) | 6 mei 1983               | 30 april 1987                 | Finse Plattelandspartij      | Sorsa IV                      |
|                                  | Matti Puhakka                    | Matti Puhakka (1945–2021)        | 30 april 1987             | 26 april 1991            | Sociaal- Democratische Partij | Harri Holkeri (1987–1991)    | Holkeri                       |
|                                  | Ilkka Kanerva                    | Ilkka Kanerva (1948–2022)        | 26 april 1991             | 13 april 1995            | Nationale Coalitiepartij      | Esko Aho (1991–1995)         | Aho                           |
|                                  | Liisa Jaakonsaari                | Liisa Jaakonsaari (1945)         | 13 april 1995             | 15 april 1999            | Sociaal- Democratische Partij | Paavo Lipponen (1995–2003)   | Lipponen I                    |
|                                  | Sinikka Mönkäre                  | Sinikka Mönkäre (1947)           | 15 april 1999             | 25 februari 2000         | Sociaal- Democratische Partij | Paavo Lipponen (1995–2003)   | Lipponen II                   |
|                                  | Tarja Filatov                    | Tarja Filatov (1963)             | 25 februari 2000          | 20 april 2007            | Sociaal- Democratische Partij | Paavo Lipponen (1995–2003)   | Lipponen II                   |
| Sociaal- Democratische Partij    | Tarja Filatov                    | Tarja Filatov (1963)             | 25 februari 2000          | 20 april 2007            | Anneli Jäätteenmäki (2003)    | Jäätteenmäki                 |                               |
| Sociaal- Democratische Partij    | Tarja Filatov                    | Tarja Filatov (1963)             | 25 februari 2000          | 20 april 2007            | Matti Vanhanen (2003–2010)    | Vanhanen I                   |                               |
|                                  | Tarja Cronberg                   | Tarja Cronberg (1943)            | 20 april 2007             | 26 juni 2009             | Matti Vanhanen (2003–2010)    | Groene Liga                  | Vanhanen II                   |
|                                  | Anni Sinnemäki                   | Anni Sinnemäki (1973)            | 26 juni 2009              | 22 juni 2011             | Matti Vanhanen (2003–2010)    | Groene Liga                  | Vanhanen II                   |
| Groene Liga                      | Anni Sinnemäki                   | Anni Sinnemäki (1973)            | 26 juni 2009              | 22 juni 2011             | Mari Kiviniemi (2010–2011)    | Kiviniemi                    |                               |
|                                  | Tuula Haatainen                  | Lauri Ihalainen (1947)           | 22 juni 2011              | 29 mei 2015              | Sociaal- Democratische Partij | Jyrki Katainen (2011–2014)   | Katainen                      |
| Alexander Stubb (2014–2015)      | Tuula Haatainen                  | Lauri Ihalainen (1947)           | 22 juni 2011              | 29 mei 2015              | Sociaal- Democratische Partij | Stubb                        |                               |
|                                  | Jari Lindström                   | Jari Lindström (1965)            | 29 mei 2015               | 6 juni 2019              | Finnenpartij (2015–17)        | Juha Sipilä (2015–2019)      | Sipilä                        |
|                                  | Jari Lindström                   | Jari Lindström (1965)            | 29 mei 2015               | 6 juni 2019              | Blauwe Toekomst (2017–19)     | Juha Sipilä (2015–2019)      | Sipilä                        |
|                                  | Timo Harakka                     | Timo Harakka (1962)              | 6 juni 2019               | 10 december 2019         | Sociaal- Democratische Partij | Antti Rinne (2019)           | Rinne                         |
|                                  | Tuula Haatainen                  | Tuula Haatainen (1960)           | 10 december 2019          | 20 juni 2023             | Sociaal- Democratische Partij | Sanna Marin (2019–2023)      | Marin                         |
|                                  | Arto Satonen                     | Arto Satonen (1966)              | 20 juni 2023              | heden                    | Nationale Coalitiepartij      | Petteri Orpo (2023–heden)    | Orpo                          |